# العلاقات البيلاروسية المصرية
العلاقات البيلاروسية المصرية هي العلاقات الثنائية التي تجمع بين روسيا البيضاء ومصر.

## مقارنة بين البلدين
هذه مقارنة عامة ومرجعية للدولتين:
| وجه المقارنة                                              | روسيا البيضاء                    | مصر           |
| --------------------------------------------------------- | -------------------------------- | ------------- |
| المساحة (كم2)                                             | 207.60 ألف                       | 1.01 مليون    |
| عدد السكان (نسمة)                                         | 9.50 مليون                       | 94.80 مليون   |
| الكثافة السكانية (ن./كم²)                                 | 45.76                            | 93.86         |
| العاصمة                                                   | مينسك                            | القاهرة       |
| اللغة الرسمية                                             | اللغة البيلاروسية، اللغة الروسية | اللغة العربية |
| العملة                                                    | روبل بلاروسي                     | جنيه مصري     |
| الناتج المحلي الإجمالي (بليون دولار)                      | 54.44 مليار                      | 235.37 مليار  |
| الناتج المحلي الإجمالي (تعادل القوة الشرائية) بليون دولار | 168.35 مليار                     | 998.67 مليار  |
| الناتج المحلي الإجمالي الاسمي للفرد دولار أمريكي          | 5.74 ألف                         | 3.61 ألف      |
| الناتج المحلي الإجمالي للفرد دولار أمريكي                 | 18.18 ألف                        |               |
| مؤشر التنمية البشرية                                      | 0.798                            | 0.690         |
| رمز المكالمات الدولي                                      | +375                             | +20           |
| رمز الإنترنت                                              | .by، .бел                        | .eg، .مصر     |
| المنطقة الزمنية                                           | ت ع م+03:00                      | ت ع م+02:00   |

## مدن متوأمة
في ما يلي قائمة باتفاقيات التوأمة بين مدن بيلاروسية ومصرية:
- ترتبط مينسك مع القاهرة باتفاقية توأمة منذ 1997.[15][15]

## منظمات دولية مشتركة
يشترك البلدان في عضوية مجموعة من المنظمات الدولية، منها:
| علم المنظمة | اسم المنظمة                               | تاريخ انضمام روسيا البيضاء | تاريخ انضمام مصر |
| ----------- | ----------------------------------------- | -------------------------- | ---------------- |
|             | مؤسسة التمويل الدولية                     | 2 نوفمبر 1992              | 20 يوليو 1956    |
|             | الأمم المتحدة                             | 24 أكتوبر 1945             | 24 أكتوبر 1945   |
|             | الاتحاد الدولي للاتصالات                  | 7 مايو 1947                | 9 ديسمبر 1876    |
|             | منظمة الشرطة الجنائية الدولية             | ?                          | 7 سبتمبر 1923    |
|             | البنك الدولي للإنشاء والتعمير             | 10 يوليو 1992              | 27 ديسمبر 1945   |
|             | الاتحاد البريدي العالمي                   | ?                          | ?                |
|             | المركز الدولي لتسوية المنازعات الاستشارية | 9 أغسطس 1992               | 2 يونيو 1972     |
|             | وكالة ضمان الاستثمار متعدد الأطراف        | 3 ديسمبر 1992              | 12 أبريل 1988    |
|             | يونسكو                                    | 12 مايو 1954               | 22 يناير 1947    |

## وصلات خارجية
- موقع وزارة الخارجية البيلاروسية
- موقع وزارة الخارجية المصرية